# Скарлатти, Пьетро Филиппо
Пьетро Филиппо Скарлатти (итал. Pietro Filippo Scarlatti; 5 января 1679, Рим — 22 февраля 1750, Неаполь) — итальянский композитор, органист и хормейстер.
Пьетро Филиппо — старший из детей Алессандро Скарлатти, брат композитора Доменико Скарлатти. Начал свою музыкальную карьеру в 1705 как хормейстер собора в Урбино. Тремя годами позже, в 1708, его отец увозит его в Неаполь, где он становится придворным органистом. В 1728, в неаполитанском театре Сан Бартоломео проходит постановка его единственной оперы Clitarco (партитура утеряна). Другие основные работы Филиппо включают в себя три кантаты и множество клавишных токкат (одна из них записана музыкантом Лучано Сгрицци (итал. Luciano Sgrizzi).